# 武田鉄矢・今朝の三枚おろし
『武田鉄矢 今朝の三枚おろし』（たけだてつや けさの さんまいおろし）は、文化放送が制作し、NRN系列の全国AMラジオ32局ネットで、月曜日から金曜日の朝に10分間放送している企画ネット番組である。1994年4月放送開始。

## 概要
かつてはトヨタ自動車、後にクレバリーホーム、サカタのタネと川口技研、2010年11月 - 2011年3月までは三菱ふそうトラック・バス株式会社が提供していた。また、2012年4月から2024年3月まではコメリが提供していた。2024年4月からは再びノンスポンサーとなっているが、番組開始前と終了後数本のCMがネットワークセールスで組まれており、毎年4月から7月までは、川口技研のCMが放送されている。
2011年10月に武田が心臓手術をした関係で、12月12日から12月23日の放送は武田の自宅で収録した分を放送し、その後は「三枚おろしアーカイブス」として、過去の放送から厳選した内容を放送した。
2013年9月16日から9月20日までは内閣府・警察庁・消費者庁・金融庁が進めている『お・し・だ・そ・う』キャンペーンの啓発企画として、通常は独自内容に差し替えているHBCラジオ・KBCラジオでも、当番組を5日間限定でネット、静岡放送でも通常通り自社制作だが同じテーマを扱った。

### 番組内容
- 宇宙船内風のSEに乗せて女性アナウンサーがアラカルトを紹介していき、それに対して、武田がコメントしてからタイトルコールを行う。質問内容は後述のテーマとは関係ない物が多い。2020年4月24日放送分まで、個人の街頭インタビューを行った音声が流れ、武田がコメントする流れだったが、2020年の新型コロナウイルス感染拡大の影響により街頭インタビューが困難となったため、4月27日放送分から上記の形に変更された。2020年4月27日から5月8日放送分まではナレーションの声を宇宙人風に加工していた。
- 毎週一つのテーマ（番組では「今週（今朝）のまな板の上」と表現している）について、武田がアシスタントに対し、語りかける形式で意見を述べる。アシスタントに質問を投げかける場合もある。武田が読んだ本がテーマとなり、その本の著者の主張をリスナーに語りかける形で解説していく（番組では「まな板の上でおろしていく」と表現される）形式が多い。
- テーマは基本的に2週間おきに変わる。不定期（夏季や12月最終週など）で、番組に寄せられた意見・質問で進行していくことがあり、読まれた投稿者へは粗品が渡される。
- 番組のエンディングは包丁で、まな板を叩く音が聞こえるが、スタジオに包丁とまな板を持ち込んで、武田自身が鳴らしている。この方式を決めたのは、1996年当時の中根義雄プロデューサーと、清水克彦ディレクターである。
- 武田のモノマネを芸とする三又又三は番組のリスナーでもあるが、武田と会った際に「今朝の三枚おろしは、武田鉄矢の語りを楽しむ番組ですね。武田さんが番組で紹介した本を、自分でも買って読んでも、武田さんが語るほど面白くない」と番組の感想を述べたという。

## 出演者
- パーソナリティ：武田鉄矢
- アシスタント：水谷加奈（2000年4月3日 - 2003年3月28日、2006年4月3日 - 2006年9月29日、2007年4月2日 - ）

過去のアシスタント
アシスタントは、当番組を内包している文化放送の番組アシスタントが兼ねる。
- 前場美保子（1996年4月1日 - 2000年3月31日）
- 小川真由美（2003年3月31日 - 2006年3月31日）
- 神原智己（2006年10月2日 - 2007年3月30日）

## ネット局
カッコ内の記述は放送開始時間、内包しているワイド番組名（独立番組の場合は表記なし）の順。ワイド番組に内包されている一部の局では、放送時間が多少変動する場合がある。
制作局を除き放送時間の早い順から記載。
| 放送地域       | 放送局                        | 放送時間    | 内包番組                                                                                               | 備考     |
| -------------- | ----------------------------- | ----------- | --- | -------- |
| 関東広域圏     | 文化放送（QR）                | 7:40 - 7:50 | 『おはよう寺ちゃん』                                                                                   | 制作局   |
| 富山県         | 北日本放送（KNB）             | 7:00 - 7:10 | |          |
| 島根県・鳥取県 | 山陰放送（BSS）               | 7:00 - 7:10 | |          |
| 高知県         | 高知放送（RKC）               | 7:00 - 7:10 | |          |
| 宮崎県         | 宮崎放送（mrt）               | 7:25 - 7:35 | 『おはよう!ニュースキャッチ』                                                                          |          |
| 福井県         | 福井放送（FBC）               | 7:30 - 7:40 | 『良ーいドン!!』                                                                                       | [ 注 2 ] |
| 広島県         | 中国放送（RCC）               | 7:30 - 7:40 | 『本名正憲のおはようラジオ』                                                                           |          |
| 香川県         | 西日本放送（RNC）             | 7:30 - 7:40 | 『さわやかラジオ ラ・フレッシュ』                                                                      | [ 注 3 ] |
| 大分県         | 大分放送（OBS）               | 7:30 - 7:40 | 『モーニングエナジー』                                                                                 | [ 注 4 ] |
| 沖縄県         | ラジオ沖縄（ROK）             | 8:15 - 8:25 | 『SPLASH!!!』                                                                                          |          |
| 青森県         | 青森放送（RAB）               | 8:20 - 8:30 | 『朝わい!くりっぷ』                                                                                    |          |
| 宮城県         | 東北放送（tbc）               | 8:20 - 8:30 | | [ 注 5 ] |
| 石川県         | 北陸放送（MRO）               | 8:20 - 8:30 | | [ 注 6 ] |
| 京都府・滋賀県 | KBS京都 KBS滋賀               | 8:20 - 8:30 | 『笑福亭晃瓶のほっかほかラジオ』                                                                       |          |
| 徳島県         | 四国放送（JRT）               | 8:20 - 8:30 | |          |
| 鹿児島県       | 南日本放送（MBC）             | 8:23 - 8:33 | 『モーニングスマイル』                                                                                 |          |
| 岩手県         | IBC岩手放送（IBC）            | 8:25 - 8:35 | 『朝からRADIO』                                                                                        |          |
| 新潟県         | 新潟放送（BSN）               | 8:30 - 8:40 | 『石塚かおりのBrand New Day』                                                                          |          |
| 熊本県         | 熊本放送（RKK）               | 8:30 - 8:40 | 『Wakey Wakey!』                                                                                       |          |
| 山形県         | 山形放送（YBC）               | 8:35 - 8:45 | 『グッとモーニン!!』                                                                                   | [ 注 7 ] |
| 山梨県         | 山梨放送（YBS）               | 8:35 - 8:45 | 『909morning』                                                                                         |          |
| 愛媛県         | 南海放送（RNB）               | 8:35 - 8:45 | 『山下泰則のモーニングディライト（月曜日 - 木曜日） 江刺伯洋のモーニングディライト（金曜日）』         |          |
| 福島県         | ラジオ福島（rfc）             | 8:40 - 8:50 | 『レディ・オン』                                                                                       |          |
| 近畿広域圏     | ラジオ大阪（OBC）             | 8:40 - 8:50 | 『藤川貴央のニュースでござる』（2025年3月28日まで） 2025年3月31日から単独番組へ変更予定（8:50 - 9:00） | [ 注 8 ] |
| 和歌山県       | 和歌山放送（wbs）             | 8:40 - 8:50 | |          |
| 岡山県         | RSK山陽放送（RSK）            | 8:40 - 8:50 | 『天神ワイド朝』                                                                                       |          |
| 長崎県・佐賀県 | 長崎放送（NBC） NBCラジオ佐賀 | 8:40 - 8:50 | |          |
| 中京広域圏     | 東海ラジオ（SF）              | 8:45 - 8:54 | 『GRooVE929』                                                                                          |          |
| 秋田県         | 秋田放送（ABS）               | 8:49 - 9:00 | 『あさ採りワイド秋田便』                                                                               | [ 注 9 ] |
| 長野県         | 信越放送（SBC）               | 8:50 - 9:00 | |          |
| 山口県         | 山口放送（KRY）               | 8:50 - 9:00 | 『KRY Morning Up』                                                                                     |          |

文化放送が、1月2日・1月3日の放送に当たる場合は制作局が箱根駅伝の提供スポンサーの関係で、箱根駅伝の放送中かイレギュラー時間に流される場合とCMのみ後日、振り替えて流される場合とに分かれる（前者はネット局の場合。東海ラジオ・ラジオ大阪などは裏送りで、当番組が放送される）。なお、2025年4月1日より武田がフジテレビ系列の平日朝の情報新番組『サン!シャイン』の火・水曜分スペシャルキャスターを務めるため、一部地域では異なる放送局で武田が出演する2番組の放送時間帯の重複が発生する。

### 独自内容で放送する局
以下の放送局では企画ネット番組として、独自の内容で生放送している。
カッコ内の表記は放送開始時間、内包しているワイド番組名、タイトルの順。放送開始時間は多少前後する場合がある。
放送時間の早い順から記載。
| 放送地域 | 放送局          | 放送時間    | 内包番組 当番組のタイトル名                                |
| -------- | --------------- | ----------- | ---------------------------------------------------------- |
| 福岡県   | 九州朝日放送    | 7:00 - 7:05 | 『アサデス。ラジオ』内 「7時のアサトピ～今朝の三枚おろし」 |
| 静岡県   | 静岡放送（SBS） | 7:30 - 7:40 | 『IPPO』内 「情報三枚おろし」                              |
| 北海道   | 北海道放送      | 7:40 - 7:50 | 『朝刊さくらい』内 「桜井宏・今朝の三枚おろし」            |

## ネット配信
インターネットラジオのBBQRでも、毎週月曜日に更新して配信している。オープニングのインタビューとCMはカットし、5日分の本編トークがまとめて流されている。
2007年10月に放送されたビートルズの話題（ 「これがビートルズだ」9月17日 - 9月21日&10月1日・「ビートルズの真実」11月19日 - 11月30日）および、2014年9月 - 10月に放送された海援隊のアルバム「去華就実」の話題については著作権の関係でその曲の部分が丸々カットされていた。なお、radikoでの配信やタイムフリーでの聴取ではポッドキャストと違い、オープニングのインタビューとCM、楽曲のカットは行われていない。

## スピンオフ番組
- アーサー・ビナード 午後の三枚おろし（2017年4月 - 2022年3月25日）：QRと一部NRN系列局のみ。水谷は、この番組も担当（2022年3月終了）。
- 古賀シュウ 3時半の三枚おろし（隔月日曜深夜に聴取率週間直前のつなぎ放送を行っていた。2021年2月終了）

### 特別企画
- 『文化放送開局70周年記念　海援隊・南こうせつ・さだまさし・グレープ セイ!シュンコンサート』[7]（2022年4月6日　東京国際フォーラム(ホールA)）
当番組と、2021年度のナイターオフ番組としてスタートした『さだまさし セイ!シュン49.69』の共同企画コンサート。武田も海援隊の一員としてコンサートに出演した。
- 『文化放送スペシャルウィーク特別番組』として、2023年10月17日19:00 - 21:00に、『武田鉄矢 宵の三枚おろし』の生放送を行った[8]。なお、この生放送には、『今朝の三枚おろし』レギュラーに加え、野村邦丸も出演した。
- 『〈文化放送開局記念特別番組〉武田鉄矢　今朝の三枚おろし30周年　今日まで、そして明日から』2024年3月31日(日)13:00〜14:40

　　30年を振り返る、事前収録番組。